# سكوت ماكلين (لاعب كرة قدم)
سكوت ماكلين (بالإنجليزية: Scott McLean)‏ هو لاعب كرة قدم بريطاني في مركز الهجوم، ولد في 17 يونيو 1976 في East Kilbride ‏ في المملكة المتحدة. لعب مع سانت جونستون وكوين أوف ساوث ونادي إنفرنيس ونادي بارتيك ثيسل ونادي سانت ميرين ونادي ستيرلينغ ألبيون.

## وصلات خارجية
- سكوت ماكلين (لاعب كرة قدم) على موقع Soccerbase.com (لاعب) (الإنجليزية)